# Aleurocanthus chiengmaiensis
Aleurocanthus chiengmaiensis là một loài côn trùng cánh nửa trong họ Aleyrodidae, phân họ Aleyrodinae.
Aleurocanthus chiengmaiensis được Takahashi miêu tả khoa học đầu tiên năm 1942.